# وارن کول
وارن کول (به انگلیسی: Warren Kole) (زاده ۲۳ سپتامبر ۱۹۷۷) بازیگر آمریکایی است.
از فیلم‌های معروف او می‌توان به بازی در فیلم روز مادر، باشگاه کوگر، سایه‌های آبی و (Cougar Club (2007) اشاره کرد.